# Flaugeac
Flaugeac ist eine Ortschaft und eine ehemalige französische Gemeinde mit 325 Einwohnern (Stand 1. Januar 2017) im Département Dordogne in der Region Nouvelle-Aquitaine (vor 2016: Aquitanien). Die Gemeinde gehörte zum Arrondissement Bergerac und zum Kanton Sud-Bergeracois.
Der Erlass vom 15. November 2018 legte mit Wirkung zum 1. Januar 2019 die Eingliederung von Flaugeac als Commune déléguée zusammen mit der früheren Gemeinde Sigoulès zur Commune nouvelle Sigoulès-et-Flaugeac fest. Der Verwaltungssitz befindet sich in Sigoulès.
Der Name in der okzitanischen Sprache lautet Flaujac und leitet sich von einer Villa in gallorömischer Zeit ab, die einem „Flavius“ gehörte.
Die Einwohner werden Flaugeacois und Flaugeacoises genannt.

## Geographie
Flaugeac liegt ca. 12 km südwestlich im Einzugsbereich (Aire urbaine) von Bergerac in der Region Bergeracois der historischen Provinz Périgord im Südwesten des Départements.
Umgeben wird Flaugeac von fünf Nachbargemeinden und einer delegierten Gemeinde:
| Pomport                     | Rouffignac-de-Sigoulès                      |            |
| Sigoulès (Commune déléguée) | Kompassrose, die auf Nachbargemeinden zeigt | Singleyrac |
| Mescoules                   | Saint-Julien-Innocence-Eulalie              |            |

Flaugeac liegt in den Einzugsgebieten der Flüsse Dordogne und Garonne.
Die Gardonnette, einer seiner Nebenflüsse, durchquert das Gebiet von Flaugeac zusammen mit ihrem Nebenfluss, dem Ruisseau l’Ayguessou. Außerdem wird Flaugeac vom Escourou bewässert, einem Nebenfluss des Dropt.

## Geschichte
Flaugeac hat sich im Mittelalter entwickelt. Im 16. Jahrhundert wurde das Erzpriestertum von Gageac nach Flaugeac verlegt. Bis zum Ende des Ancien Régime war die Pfarrgemeinde somit das wichtigste religiöse Zentrum der Region mit einem Primat über 59 Pfarrgemeinden.

### Toponymie
Toponyme und Erwähnungen von Flaugeac waren:
- Flauiac (1555, Lehen des Bistums Périgueux),
- Flaugeac (1750, Karte von Cassini),
- Flaujeac (1793, Notice Communale),
- Flaugéac (1801, Bulletin des Lois),
- Flaugeac (1873, Dictionnaire topographique du département de la Dordogne).[7][8][9]

### Einwohnerentwicklung
Nach Beginn der Aufzeichnungen stieg die Einwohnerzahl in der ersten Hälfte des 19. Jahrhunderts auf einen Höchststand von 415. In der Folgezeit sank die Größe von Flaugeac bei kurzen Erholungsphasen bis zu den 1930er Jahren auf rund 205 Einwohner, bevor eine Wachstumsphase bis zu den 1950er Jahren einsetzte, die die Einwohnerzahl auf einen relativen Höchststand von rund 280 hob. Eine Phase der Stagnation setzte bis zu den 1980er Jahren ein, gefolgt von einer erneuten Phase einer zeitweise kräftigen Zunahme, die bis heute anhält.
| Jahr      | 1962 | 1968 | 1975 | 1982 | 1990 | 1999 | 2006 | 2011 | 2017 |
| --------- | ---- | ---- | ---- | ---- | ---- | ---- | ---- | ---- | ---- |
| Einwohner | 201  | 238  | 184  | 180  | 196  | 250  | 280  | 328  | 325  |

## Sehenswürdigkeiten

### PfarrkircheSaint-Remy

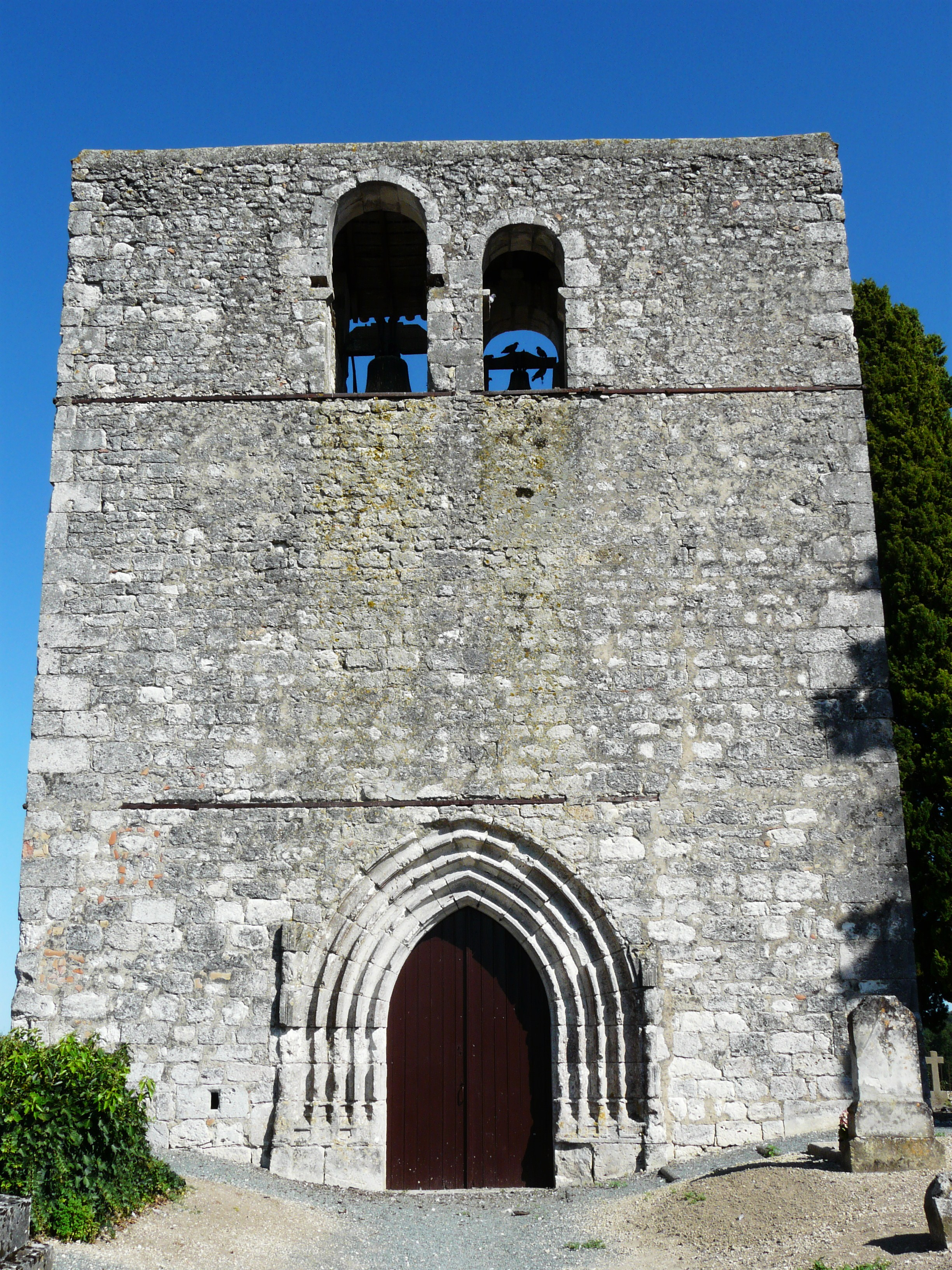
Westfassade

Die Kirche wurde im 15. Jahrhundert errichtet. Ihr markantes Element ist ihre wuchtige Westfassade mit einem spitzbogenförmigen Eingangsportal mit vier Archivolten. Weiter oben bergen zwei rundbogenförmige Wandöffnungen unterschiedlicher Größe die Glocken. Die Apsis ist flach abgeschlossen. Das Langhaus ist im Inneren mit eleganten gedrehten Pfeilern versehen. Das Gewölbe wurde im 16. Jahrhundert während der Hugenottenkriege zerstört und ist heute durch eine Deckentäfelung ersetzt.

### Gutshaus Maurillac
Es liegt auf einem Hügel über dem Tal der Gardonnette und war Wohnsitz mehrerer Grundherrenfamilien. Das heutige moderne Wohnhaus ersetzt einen ehemaligen Adelssitz, der 1363 erstmals in den Schriften unter dem Toponym Maurelhac erwähnt wurde anlässlich einer Ehrerbietung an den englischen Thronfolger in Bergerac. Das Anwesen befindet sich in Privatbesitz und ist der Öffentlichkeit nicht zugänglich.

## Wirtschaft und Infrastruktur

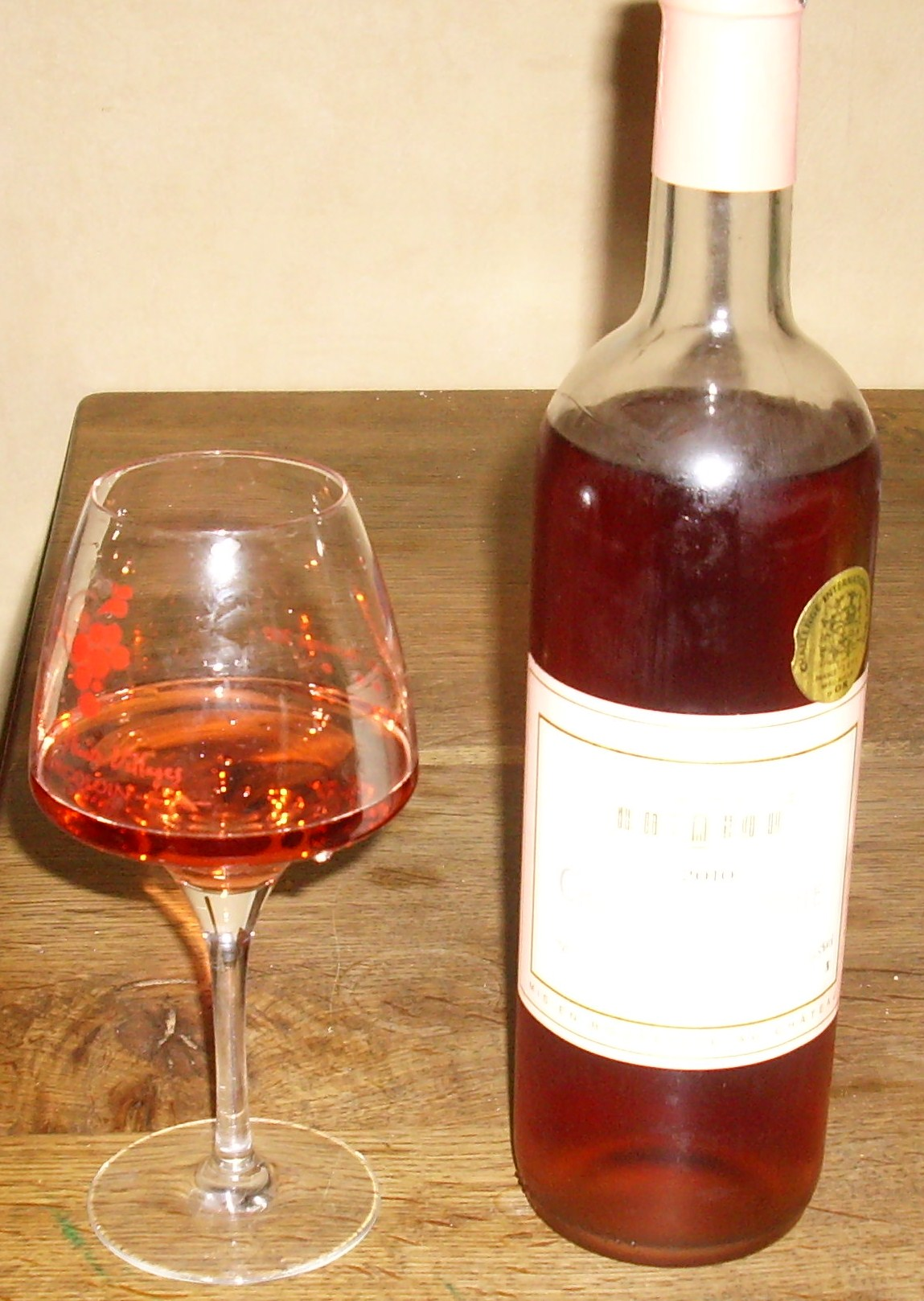
Bergerac rosé

Der Weinbau ist ein wichtiger Wirtschaftsfaktor von Flaugeac.
Flaugeac liegt in den Zonen AOC des Bergerac mit den Appellationen Bergerac und Côtes de Bergerac.

### Sport und Freizeit
Der Rundweg Boucle du Bois de Monsieur – Flaugeac besitzt eine Länge von 8,3 km bei einem Höhenunterschied von 73 m. Er führt vom Ortszentrum durch das Gebiet von Flaugeac durch die Weinberge.

### Verkehr
Die Route départementale 933, die ehemalige Route nationale 133, durchquert Flaugeac von Nord nach Süd und verbindet Flaugeac im Norden mit Bergerac und im Süden mit Eymet, dem Hauptort des Kantons, und in der Folge mit Gemeinden der benachbarten Départements. Die Route départementale 15 durchquert Flaugeac von West nach Südost und verbindet Flaugeac im Westen mit Sigoulès, dem Hauptort des ehemaligen Kantons, und im Südosten mit Singleyrac.
Flaugeac ist über eine Linie des Busnetzes Transpérigord, die von Bergerac nach Eymet führt, mit anderen Gemeinden des Départements verbunden.